# Need for Speed Carbon: Own the City
Need for Speed Carbon: Own the City es un videojuego de carreras desarrollado por EA Black Box, Team Fusion, EA Canada, Exient Entertainment, Pocketeers y Tectoy Digital, y publicado por Electronic Arts. Es la versión para consolas portátiles de  Need for Speed: Carbon para PlayStation Portable, Nintendo DS y Game Boy Advance. En 2009, se lanzó una versión inferior de Own the City para la consola brasileña Zeebo.

## Jugabilidad
Own the City presenta una jugabilidad similar a las ediciones de consola, pero mientras que la función Autosculpt, los eventos Canyon Race y los eventos de derrape están ausentes, la edición portátil permite deambular libremente por el entorno del juego de Coast City, ofrece tres carreras nuevas, eventos y modificación de algunas de las mecánicas de juego. Los nuevos eventos consisten en Escape, en el que los jugadores intentan escapar del territorio de un equipo rival; Entrega, en la que los jugadores y su equipo corren hacia un área designada con un paquete e intentan vencer a otros corredores haciendo lo mismo; y Crew Takedown, en el que los jugadores deben eliminar un número determinado de corredores rivales para ganar. Durante el recorrido libre, el jugador puede explorar la ciudad y buscar cajas esparcidas por el escenario del juego, de manera similar al sistema de paquetes ocultos en Grand Theft Auto, que cuando se rompen desbloquean recompensas que van desde dinero en efectivo hasta arte del juego. Las persecuciones policiales pueden ocurrir en Own the City, pero solo en modo libre; el jugador no es perseguido durante las carreras.
Los jugadores pueden contratar hasta cinco copilotos para su equipo de carreras, en el que dos miembros pueden estar activos para usar en eventos de carreras, aunque al igual que Carbon, no se pueden usar en los eventos Lap Knockout, Escape y Crew Takedown del juego. Los Wingmen se dividen en tres clases: Brawlers, Drafters y Assassins. Si bien las dos primeras clases funcionan de manera similar a los roles de copilotos de Carbon, Blockers y Drafters respectivamente, los Assassins reemplazan el rol de Scouts de la consola y se pueden usar para eliminar a múltiples rivales con tiras de picos desplegables. El modo de juego principal del juego requiere que los jugadores tomen el control del territorio: a diferencia del entorno de Palmont, Coast City presenta alrededor de 14 áreas de territorio en 6 distritos, y cada área que se conquista desbloquea nuevos artículos para comprar y reclutar un nuevo compañero para el jugador.

## Trama
El jugador y su hermano Mick compiten en una carrera callejera ilegal con otros dos corredores, buscando ver quién será el dueño de toda Coast City entre ellos. Sin embargo, la carrera termina en un terrible accidente automovilístico que mata a Mick y deja al jugador en el hospital con amnesia. A raíz de la muerte de Mick, su control sobre los territorios de la ciudad se divide entre varios equipos de carreras callejeras. Cuando el jugador se despierta seis meses después, son recibidos por la novia de Mick, Sara, y su compañero Carter, quienes ayudan al jugador a recuperar sus recuerdos de la carrera cuando visitan la tumba de su hermano.
El jugador se propone encontrar quién mató a Mick, formando un equipo para ayudarlos a competir y derrotar a los otros equipos, recuperando territorio y preguntando a los jefes de equipo derrotados qué saben sobre el accidente de la carrera. Durante este tiempo, Sara desaparece. Finalmente, se le informa al jugador que un joven conductor llamado Buddy causó el accidente, después de lo cual un jefe de equipo conocido como EX ayuda al jugador a localizar a Buddy. Cuando se enfrentan al conductor, el jugador se entera de que Buddy fue contratado por alguien para matar a Mick y les entrega un teléfono. Al completar más carreras, el jugador se encuentra y derrota a un oficial de policía encubierto llamado MK, quien usa su conexión con la policía de la ciudad para rastrear al empleador de Buddy. El jugador pronto descubre que EX planeó el asesinato de Mick, por lo que lo persigue y lo derrota, dejándolo detenido por MK y la policía de la ciudad.
Sara pronto regresa y le indica al jugador que compita con ella, después de lo cual revela que el jugador arregló que EX matara a Mick. Sara revela que el hermano del jugador tenía una personalidad monstruosa que la llevó a ella y al jugador a resultar heridos, por lo que el jugador arregló que Mick muriera en un accidente durante una carrera para deshacerse de él, lo que permitió que Sara y ellos mismos fueran libres. Sara pronto acepta su libertad, le entrega el reloj de Mick al jugador, y le dice cuán diferente es el jugador para él.

## Coches
- Mazda Mazdaspeed 3
- Nissan 240SX
- Mitsubishi Lancer Evolution IX
- Chevrolet Cobalt SS
- Volkswagen Golf GTI
- Pontiac Solstice
- Mitsubishi Eclipse GT
- Pontiac Firebird
- Toyota MR2
- Ford Mustang '67
- Mazda RX-8
- Toyota Supra
- Audi TT 3.2 Quattro
- Chrysler 300 SRT-8
- Pontiac GTO
- Lotus Elise
- Ford Mustang GT
- Mazda RX-7
- Nissan Skyline GT-R R34
- Subaru Impreza WRX STI
- Nissan 350Z
- Aston Martin DB9
- Porsche 911 Carrera S
- Mercedes-Benz SL65 AMG
- Chevrolet Corvette Z06
- Ford GT
- Porsche Carrera GT
- Lamborghini Gallardo
- Lamborghini Murciélago